# Épées et Brumes
Épées et Brumes (titre original : Swords in the Mist) est un recueil de nouvelles écrites par Fritz Leiber et appartenant au Cycle des épées. Il a été publié aux États-Unis en 1968 puis traduit et publié en France en 1982. Il raconte les aventures de Fafhrd et du Souricier Gris au travers du monde de Newhon.

## Liste des nouvelles
- Le Nuage de haine (The Cloud of Hate) (1963)
- Jours maigres dans Lankhmar ou Des Temps difficiles à Lankhmar (dans la traduction de Bragelonne) (Lean Times in Lankhmar) (1959)
- La mer est leur maîtresse ou Homme libre, toujours tu chériras la mer... (dans la traduction de Bragelonne) (Their Mistress, the Sea) (1968)
- Quand le roi de la mer est au loin ou Quand le roi de la mer n'est pas là... (dans la traduction de Bragelonne) (When the Sea-King's Away) (1960)
- Le Mauvais Chemin ou Le Mauvais embranchement (dans la traduction de Bragelonne) (The Wrong Branch) (1968)
- Le Jeu de l'initié ou Le Gambit de l'initié (dans la traduction de Bragelonne) (Adept's Gambit) (1947)

## Édition française
- En août 1982 chez Temps futur coll Heroic fantasy, no Épées-3. Illustration de Andreas, traduction de Jacques de Tersac  (ISBN 2-86607-018-6).
- En octobre 1985 chez Pocket coll. Science-fiction (1re série - Noir), no 5213. Illustration de Wojtek Siudmak, traduction de Jacques de Tersac  (ISBN 2-266-02350-0).
- En juin 2006 chez Bragelonne. Illustration de Sarry Long, traduction de Jean Claude Mallé  (ISBN 978-2-8205-2286-3).